# باول جي. مور
باول جي. مور هو سياسي أمريكي، ولد في 5 أغسطس 1868 في نيوآرك في الولايات المتحدة، وتوفي بنفس المكان في 10 يناير 1938. نشط حزبياً في الحزب الديمقراطي. وقد انتخب عضو مجلس النواب الأمريكي ‏.